# Karađorđevo, Bačka Palanka
Karađorđevo (izvirno srbsko Карађорђево) je naselje v Srbiji, ki upravno spada pod Občino Bačka Palanka; slednja pa je del Južnobačkega upravnega okraja.

## Demografija
V naselju živi 821 polnoletnih prebivalcev, pri čemer je njihova povprečna starost 40,1 let (39,6 pri moških in 40,7 pri ženskah). Naselje ima 373 gospodinjstev, pri čemer je povprečno število članov na gospodinjstvo 2,71.
To naselje je, glede na rezultate popisa iz leta 2002, v glavnem srbsko, a v času zadnjih treh popisov je opazno zmanjšanje števila prebivalcev.
|  |

| Demografija | Demografija     | Demografija     |
| Leto        | Št. prebivalcev | Št. prebivalcev |
| ----------- | --------------- | --------------- |
|             |                 |                 |
|             |                 |                 |
|             |                 |                 |
|             |                 |                 |
| 1948        | 1110            |                 |
| 1953        | 1254            |                 |
| 1961        | 1287            |                 |
| 1971        | 1075            |                 |
| 1981        | 1147            |                 |
| 1991        | 1077            | 1073            |
| 2002        | 1033            | 1012            |
|             |                 |                 |

| Etnična sestava po popisu iz leta 2002 | Etnična sestava po popisu iz leta 2002 | Etnična sestava po popisu iz leta 2002 | Etnična sestava po popisu iz leta 2002 | Etnična sestava po popisu iz leta 2002 |
| -------------------------------------- | -------------------------------------- | -------------------------------------- | -------------------------------------- | -------------------------------------- |
| Srbi                                   | Srbi                                   |                                        | 809                                    | 79,94%                                 |
| Madžari                                | Madžari                                |                                        | 53                                     | 5,23%                                  |
| Jugoslovani                            | Jugoslovani                            |                                        | 34                                     | 3,35%                                  |
| Hrvati                                 | Hrvati                                 |                                        | 31                                     | 3,06%                                  |
| Slovaki                                | Slovaki                                |                                        | 18                                     | 1,77%                                  |
| Bošnjaki                               | Bošnjaki                               |                                        | 8                                      | 0,79%                                  |
| Nemci                                  | Nemci                                  |                                        | 5                                      | 0,49%                                  |
| Slovenci                               | Slovenci                               |                                        | 1                                      | 0,09%                                  |
| Muslimani                              | Muslimani                              |                                        | 1                                      | 0,09%                                  |
| Makedonci                              | Makedonci                              |                                        | 1                                      | 0,09%                                  |
| Neznano                                | Neznano                                |                                        | 1                                      | 0,09%                                  |